# Amisze
Amisze – chrześcijańska wspólnota protestancka wywodząca się ze Szwajcarii, konserwatywny odłam anabaptystów.

## Historia

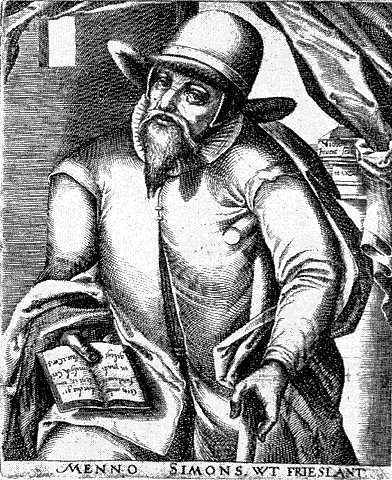
Menno Simons na drzeworycie

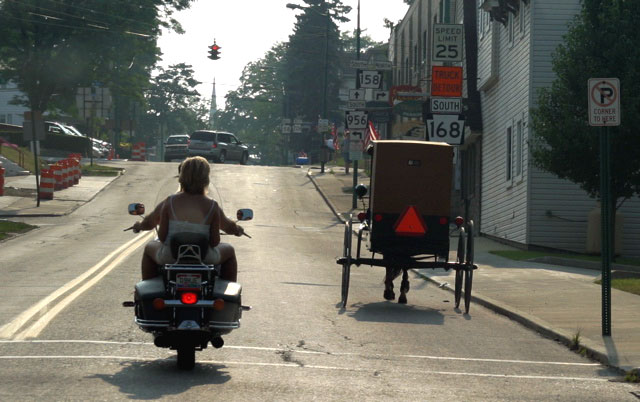
Zaprzęg amiszów na ulicy miasta

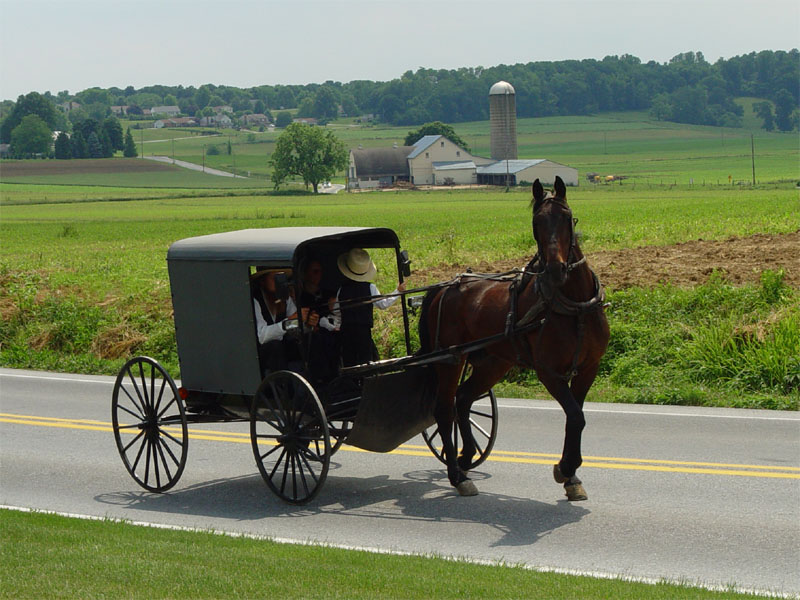
Zaprzęg amiszów na wiejskiej drodze

Założycielem związku amiszów był Jakob Ammann, który w 1693 roku doprowadził do secesji swoich zwolenników ze wspólnoty szwajcarskich mennonitów żyjących na emigracji w Alzacji.
Podstawą nowego wyznania stały się zasady Menno Simonsa i mennonickie wyznanie wiary z 1632. Powodem separacji od pozostałych mennonitów nie były kwestie wiary, ale obyczajowości: rygorystyczne przestrzeganie zasady odrzucania ochrzczonych odstępców.
Po śmierci swego kodyfikatora i emigracji sporej części współbraci do Ameryki pozostali w Europie amisze powrócili do gmin mennonickich.

## Rozprzestrzenienie
Większe wspólnoty można spotkać głównie na rolniczych obszarach amerykańskich stanów Pensylwania, Ohio, Indiana, Iowa i Missouri (łącznie w 28 stanach) oraz kanadyjskiej prowincji Ontario, a także w Ameryce Środkowej, przy czym 63 procent populacji żyje w Pensylwanii, Ohio i Indianie. Hrabstwami, w których mieszka najwięcej amiszów, są: Holmes w Ohio, Lancaster w Pensylwanii oraz Elkhart i LaGrange w Indianie.
Najstarsza wspólnota amiszów żyje w hrabstwie Lancaster, gdzie ich zwarta społeczność sięga 20 tysięcy. Jest ona drugą co do wielkości. Jej członkowie są potomkami 200 osadników ze Szwajcarii, przybyłych tam w latach 20. XVIII wieku.
Szacuje się, że w Ameryce Północnej cała społeczność amiszów liczy ponad 330 tysięcy wyznawców i rośnie. Przyczynia się do tego bardzo tradycyjny model rodziny – siedmioro i więcej dzieci – oraz relatywnie niski poziom odejść od gminy (20%), którego powodem jest zapewne rygorystyczne odrzucanie apostatów przez wspólnotę.
Obecnie w Europie, skąd się wywodzą, nie istnieją wspólnoty amiszów. Podejmowane były w latach 90. XX wieku próby osadnictwa w Polsce. Jedna rodzina tego wyznania, która przybyła ze Stanów Zjednoczonych Ameryki w 1993 roku i stanowi pozostałość tej misji, mieszka obecnie we wsi Cięciwa w województwie mazowieckim.

## Podziały
Społeczność amiszów nie jest jednolita. Wyróżnia się do 8 różnych odłamów, jednak większość z nich skupia się w 5 głównych: Old Order Amish, New Order Amish, Andy Weaver Amish, Beachy Amish, Swartzentruber Amish. Najstarsza wspólnota Old Order Amish stanowi jednocześnie najliczniejszą z nich. Poszczególne wspólnoty są niezależne i różnią się nieznacznie obrzędowością religijną oraz obyczajowością. Najbardziej konserwatywni są amisze ze wspólnoty Swartzentruber.
Dla większości amiszów językiem obrzędowym jest niemiecki, choć pewna część przyjęła w pełni język angielski. Grupa ta jest także bardziej liberalna w swoich zasadach. Na co dzień konserwatywni amisze posługują się dialektem języka niemieckiego zwanym pensylwańskim.

## Obyczajowość

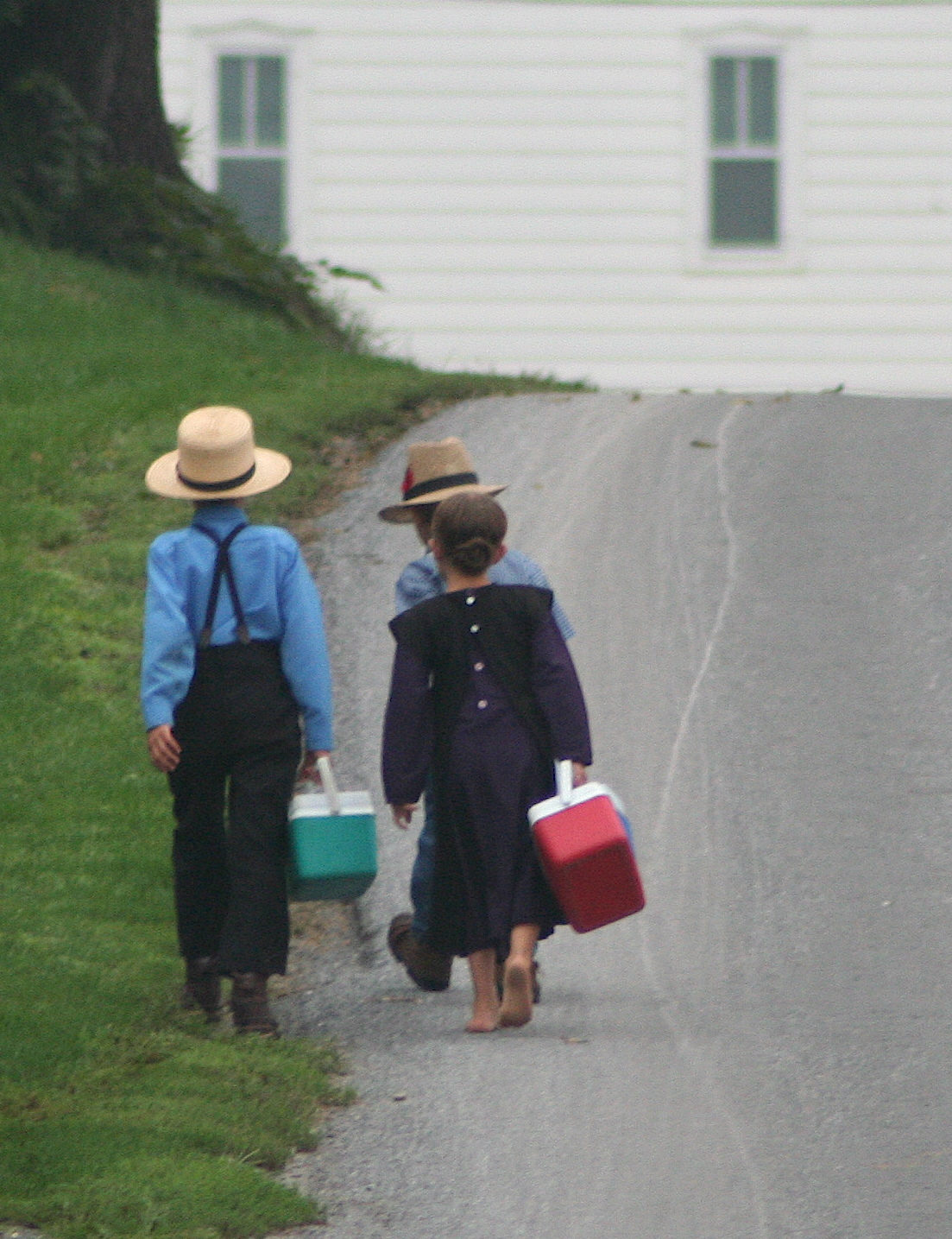
Amiskie dzieci idące do szkoły

Amisze żyją w odizolowanych wspólnotach, których życie zorganizowane jest według nakazów niepisanego zbioru zasad zwanego Ordnung, który reguluje wszelkie aspekty codzienności: od techniki, jakiej można używać, po kobiece fryzury i kolor materiałów na ubrania. Mężczyźni do czasu ślubu golą zarost twarzy, a żonaci zapuszczają długie brody. Wąsy są raczej nietolerowane, gdyż kojarzone są z przynależnością do armii (do I wojny światowej, były bardzo modne wśród wojskowych po obu stronach Atlantyku), a amisze są pacyfistami. Nie praktykuje się małżeństw z osobami spoza wspólnoty.
Amisze nie akceptują nowoczesnej techniki. Nie korzystają z elektryczności (dotyczy to jednak tylko najbardziej ortodoksyjnych zborów), samochodów, telewizji, fotografii i innych nowoczesnych wynalazków. Praktycznie wszyscy zajmują się rolnictwem i rzemiosłami z nim związanymi.
Amisze stawiają swoje zasady ponad oficjalnym prawem. Na tym tle dochodziło niejednokrotnie do konfliktów pomiędzy wspólnotami amiszów a rządem amerykańskim. Jako pacyfiści nie służą w wojsku i nie odbywają szkolenia militarnego.
W latach 50. XX w., gdy wprowadzono obowiązkowe ubezpieczenie społeczne, amisze uznali, że dla nich to wspólnota jest ubezpieczeniem, które zapewnia ochronę, opiekę nad chorymi i starymi. Zgodnie z zasadą niepobierania pomocy od rządu odmówili płacenia składek, co doprowadziło do najazdów służb skarbowych na ich farmy oraz konfiskat i licytacji dóbr. Ostatecznie Kongres zwolnił członków ich wspólnoty z obowiązku ubezpieczeniowego. Nie pobierają też zasiłku dla bezrobotnych ani żadnej innej formy opieki społecznej od państwa. Dla członków wspólnoty, którzy muszą ponieść koszty leczenia, organizują specjalne fundusze na ten cel.
Amisze nie wysyłają dzieci do szkół publicznych i uważają, że nie potrzeba im wykształcenia wyższego niż podstawowe do wieku 14 lat. Ponieważ w Stanach Zjednoczonych kształcenie jest obowiązkowe do 16. roku życia, na tym tle także dochodziło do konfliktów z władzami. W 1972 Sąd Najwyższy uznał ich prawo do ograniczonej edukacji.
W kwestiach doktryny religijnej nie różnią się praktycznie od pozostałych mennonitów. Istniejące różnice dotyczą jedynie obrzędowości religijnej.
Firmy amiszów mają najniższy odsetek niepowodzeń biznesowych spośród wszystkich firm amerykańskich.

## Problemy
- W 1979 roku w kilku amerykańskich stanach wśród amiszów wybuchła epidemia wirusa polio, spowodowana unikaniem przez nich szczepień ochronnych[13].
- Amisze są narażeni na choroby genetyczne, gdyż od dwunastu pokoleń wchodzą w związki małżeńskie tylko z osobami spośród swojej zamkniętej wspólnoty[11], chociaż obecnie część wspólnot stara się temu zapobiegać poprzez aranżowanie małżeństw między osobami z różnych wspólnot[11].